# (240) Vanadis
(240) Vanadis és un asteroide que forma part del cinturó d'asteroides i va ser descobert per Alphonse Louis Nicolas Borrelly des de l'observatori de Marsella, França, el 27 d'agost de 1884.
Es va nomenar així per Vanadis, un dels noms de la deessa nòrdica Freya.

## Característiques orbitals
Vanadis orbita a una distància mitjana del Sol de 2,666 ua, podent allunyar-se fins a 3,214 ua. La seva inclinació orbital és 2,104° i l'excentricitat 0,2057. Triga a completar una òrbita al voltant del Sol 1590 dies.